# Sigmundur Brestisson
Sigmundur Brestisson (Skúvoy, 961 – Sandvík, 1005) è stato un missionario norreno, e per la precisione colui che introdusse il Cristianesimo nelle Isole Fær Øer nel 999. È uno dei principali personaggi della Saga dei Faroesi.

## Biografia
Secondo la Saga dei Faroesi, alcuni emigranti in fuga dalla Norvegia per scappare dalla tirannia di Harald I di Norvegia si insediarono nelle isole Fær Øer verso l'inizio del IX secolo. All'inizio dell'XI secolo Sigmundur, la cui famiglia aveva fatto fortuna nelle isole meridionali ma era stata sterminata dagli invasori provenienti dal nord, fu rimandato nelle isole Fær Øer, da cui era fuggito, per prendere possesso delle isole per conto di Olaf Tryggvason, re di Norvegia.
Sigmundur fu il primo faroese a convertirsi alla fede cattolica, dando inizio alla cristianizzazione delle Fær Øer per decreto di Olaf Tryggvason. Inizialmente Sigmundur cercò di convertire gli abitanti tramite la lettura del decreto presso l'Alting di Tórshavn, ma fu quasi ucciso poco dopo dall'oclocrazia. Cambiò quindi tattica, e si presentò con uomini armati presso l'abitazione del capo Tróndur í Gøtu distruggendone la casa di notte. Gli propose la scelta tra conversione o decapitazione, ed egli scelse la prima.
In seguito, nel 1005, Tróndur í Gøtu attaccò Sigmund di notte nel suo giardino di Skúvoy, il che lo costrinse a fuggire a nuoto a Sandvík su Suðuroy. Toccò terra a Sigmundargjógv a Sandvík, ma un contadino locale lo uccise rubandogli il suo prezioso bracciale in oro.
Secondo la tradizione la sua tomba si trova nel cosiddetto  Sigmundarsteinur a Skúvoy. Contiene una croce scolpita e faceva parte della vecchia chiesa.